# Compton Pauncefoot
Compton Pauncefoot est une paroisse civile et un village du Somerset, en Angleterre.